# پاتکوله
پاتکوله (به لاتین: Patkule) یک روستا در لتونی است که در شهرداری مادونا واقع شده‌است. پاتکوله ۲۲ نفر جمعیت دارد.